# Mladějovice (Olomouc)
Mladějovice é uma comuna checa localizada na região de Olomouc, distrito de Olomouc.